# Tarzán de los monos (película de 1932)
Tarzán de los monos (Tarzan the Ape Man) es una película de aventuras y acción de 1932 dirigida por W. S. Van Dyke y con Johnny Weissmüller, Neil Hamilton, C. Aubrey Smith y Maureen O'Sullivan como actores principales. La película está basada en la novela homónima de Edgar Rice Burroughs, de la que ya se había hecho una adaptación cinematográfica en 1918.

## Introducción
Esta película, de 1932, es la primera de la serie de Tarzán protagonizada por Weissmuller, O'Sullivan y Chita. Este último personaje, que no aparece en la novela de Burroughs, fue creado para la película.
El distintivo grito de Tarzán fue creado por el especialista en sonido Douglas Shearer, que usó los famosos yodel austríacos en diferentes velocidades. Posteriormente, Weissmuller aprendió a imitarlos y ha sido el grito representativo de Tarzán hasta nuestros días.

## Argumento
James Parker (C. Aubrey Smith) y Harry Holt (Neil Hamilton) están en una expedición en África a la búsqueda del cementerio de elefantes que les dará el marfil que los hará ricos. La joven y guapa hija de Parker, Jane (Maureen O'Sullivan), llega para unirse a ellos. Harry se siente atraído por Jane y hace lo posible para protegerla de los peligros de la jungla. Jane se asusta cuando Tarzán (Johnny Weissmüller) y sus amigos los monos, la raptan, pero cuando regresa a la expedición de su padre tiene otra opinión de Tarzán. Después que la expedición es capturada por una tribu salvaje, Jane envía a Chita para que Tarzán los rescate.

## Reparto
- Johnny Weissmüller: Tarzán.
- Maureen O'Sullivan: Jane Parker.
- C. Aubrey Smith: James Parker.
- Neil Hamilton: Harry Holt.
- Doris Lloyd: Mrs. Cutten
- Forrester Harvey: Beamish.
- Ivory Williams: Riano.
- Jiggs (sin acreditar): Cheeta.

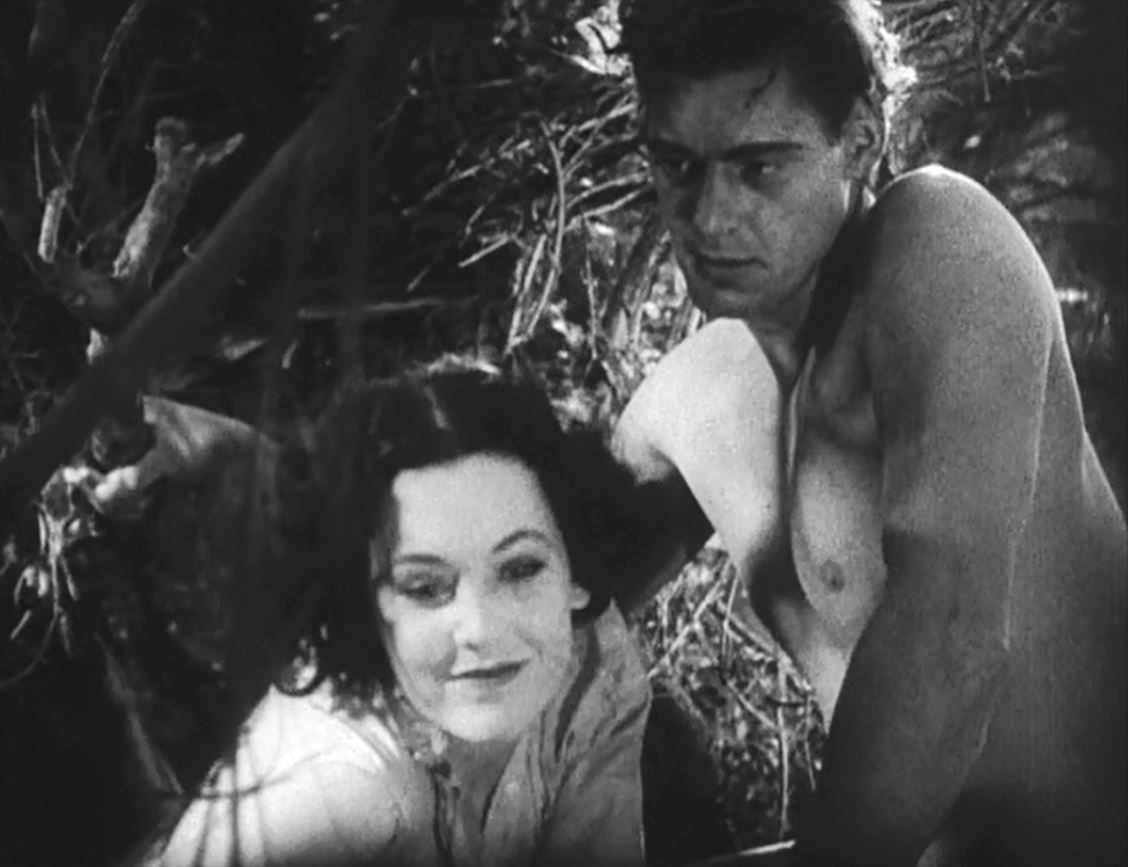
Maureen O'Sullivan y Johnny Weissmüller en un fotograma del reclamo de la película.

- Ray Corrigan (sin acreditar): un simio.
- Johnny Eck (sin acreditar): un ave.

## Influencia
En España, la estética de esta película y las siguientes, todas con Johnny Weissmuller, marcó durante muchos años el estilo de los cuadernos de aventuras en la selva.

## Premios
National Board of Review
| Reconocimiento              | Candidata           | Resultado |
| --------------------------- | ------------------- | --------- |
| Diez mejores filmes del año | Tarzán de los monos | Incluida  |